# Paul Constantinescu
Paul Constantinescu (ur. 30 czerwca 1909 w Ploeszti, zm. 20 grudnia 1963 w Bukareszcie) – rumuński kompozytor i pedagog. 
Jeden z najpopularniejszych współczesnych kompozytorów rumuńskich , którego twórczość wytyczyła kierunek nowej generacji rumuńskiej muzyki . 

## Życiorys
W latach 1928–1933 studiował w Konserwatorium w Bukareszcie u Nicolescu (teorię muzyki), A. Castaldiego (harmonię), Mihaila Jory (kontrapunkt), Dimitrie’a Cuclina (estetykę muzyki i formy muzyczne), Constantina Brăiloiu (historię muzyki) i S. Popescu (dyrygenturę chóralną). Następnie w latach 1934–1935 kontynuował naukę w Wiedniu u O. Kabasty (dyrygenturę) oraz u Franza Schmidta i Josepha Marxa (kompozycję)  . 
Jako pedagog wykładał w Academia de muzică religioasăa harmonię, kontrapunkt i kompozycję (1937–1941). Potem przez 4 lata wykładał w Școala de muzică militară (1941–1944). W latach 1941–1963 był profesorem harmonii w konserwatorium w Bukareszcie  . Był pierwszym rumuńskim nauczycielem, który wprowadził do swoich wykładów naukę harmonii muzyki ludowej i średniowiecznego śpiewu bizantyjskiego. W obu tych dziedzinach prowadził naukowe badania, także ze specjalistą od muzyki bizantyjskiej Ionem Petrescu .
Działał jako dyrygent koncertowy i operowy. Pisał też artykuły z zakresu krytyki muzycznej m.in. do czasopisma „Muzica”, „Muzica și poezie”, „Contemporanul” i „România Liberă”. W 1962 został członkiem korespondentem Academia Română .

## Twórczość
Rumuński folklor był istotną inspiracją jego twórczości. Wykorzystywał oryginalne tańce i pieśni ludowe in crudo – bez ich muzycznego przetwarzania. W jego kompozycjach można odnaleźć skale charakterystyczne dla muzyki rumuńskiej, specyficzne układy metro-rytmiczne, rubato, typową instrumentację. Wszystko to nadało jego twórczości indywidualną witalność zaprawioną melancholijną melodyką, czym zyskał sobie dużą popularność .
Drugim ważnym źródłem inspiracji jego działalności kompozytorskiej była średniowieczna muzyka bizantyjska i ogólnie tradycyjna muzyka kościelna, co jest widoczne zwłaszcza w jego muzyce chóralnej, na przykład Liturghia în stil psaltic (1935) lyb oratorium bizantyjskie Patimile și Invierea Domnului (Męka i zmartwychwstanie Pańskie) (1947). W tej dziedzinie twórczości również udało się Constatninescu wypracować indywidualny styl, który służył jako podstawa dla szkoły narodowej .

## Ważniejsze kompozycje
(na podstawie materiałów źródłowych  )
|  | - O Noapte furtunoasă (Burzliwa noc), opera komiczna w 2 aktach, 1935 - Nuntă în Carpați (Karpackie wesele), balet, 1938 - Spune, povesteste, spune, balet-pantomima, 1947 - Pe malul Dunarii (Nad brzegiem Dunaju), scena muzyczno-choreograficzna, 1947 - Pană Lesnea Rusalim, opera heroiczna, 1956Î - Înfratire (Zbratanie), balet, 1959 - Suita romăneasca, 1930/1942 - Burlesca na fortepian i orkiestrę, 1937 - Sinfonietta, 1937 - Symfonia, 1944/1955 - Tańce symfoniczne: Olteneasca (wołoski), 1949 Ciobănașul (pasterski), 1949 Joc din Oaș (taniec z Oas), 1950 Briul (taniec z paskiem), 1951 Huțulca (huculski), 1952 Sîrba (serbski), 1954 - Balada haiducească (Ballada hajducka) na wiolonczelę i orkiestrę, 1950 - Koncert fortepianowy, 1952 - Rapsodie oltenească, 1956 - Koncert skrzypcowy, 1957 - Koncert harfowy, 1960 - Simfonia ploieșteană, 1963 - Koncert potrójny na skrzypce, wiolonczelę, fortepian i orkiestrę, 1963 | - 2 studii în stil bizantin na trio smyczkowe, 1929 - Kwintet na skrzypce i instrumenty dęte, 1932 - 3 karykatury muzyczne Din catanie (Z lat służby wojskowej) na 2 rogi, 2 trąbki, perkusję i fortepian, 1933 - Sonatina în stil bizantin na wiolonczelę lub altówkę, 1940 - Koncert na kwartet smyczkowy, 1947 - Piese na fortepian, 1963 - Liturghia în stil psaltic, 1936 - Ryga Crypto și, Lapona Enigel (Król Crypto i Laponka Enigel), ballada na recytatora, kontralt, sopran i orkiestrę, 1936/1951 - Patimile și Invierea Domnului (Męka i zmartwychwstanie Pańskie), oratorium bizantyjskie, 1946/1948 - Nașterea Domnului (Narodzenie Pańskie), oratorium bizantyjskie, 1947 - 4 madrygały na kwartet wokalny i fortepian, do słów M. Eminescu, 1954 - 1943 – O noapte furtunoasă - 1946 – Floarea reginei - 1950 – Rasuna valea - 1951 – Toamna în delta (dokumentalny, krótkometrażowy) - 1953 – O scrisoare pierdută - 1956 – La „Moara cu noroc” |